# Neues Tor (Hildesheim)

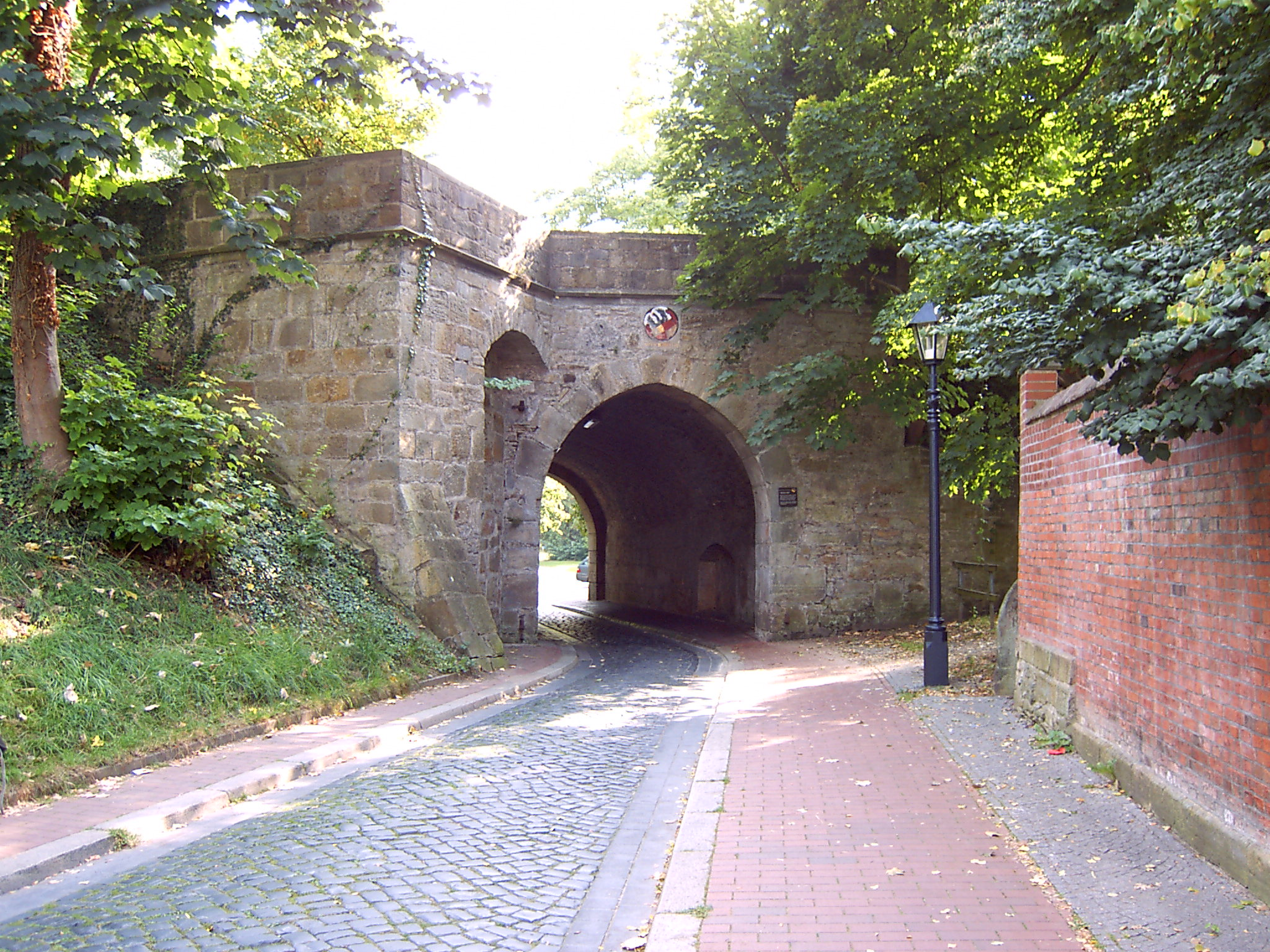
Innenseite des Neuen Tors, von der Lappenberginsel aus gesehen

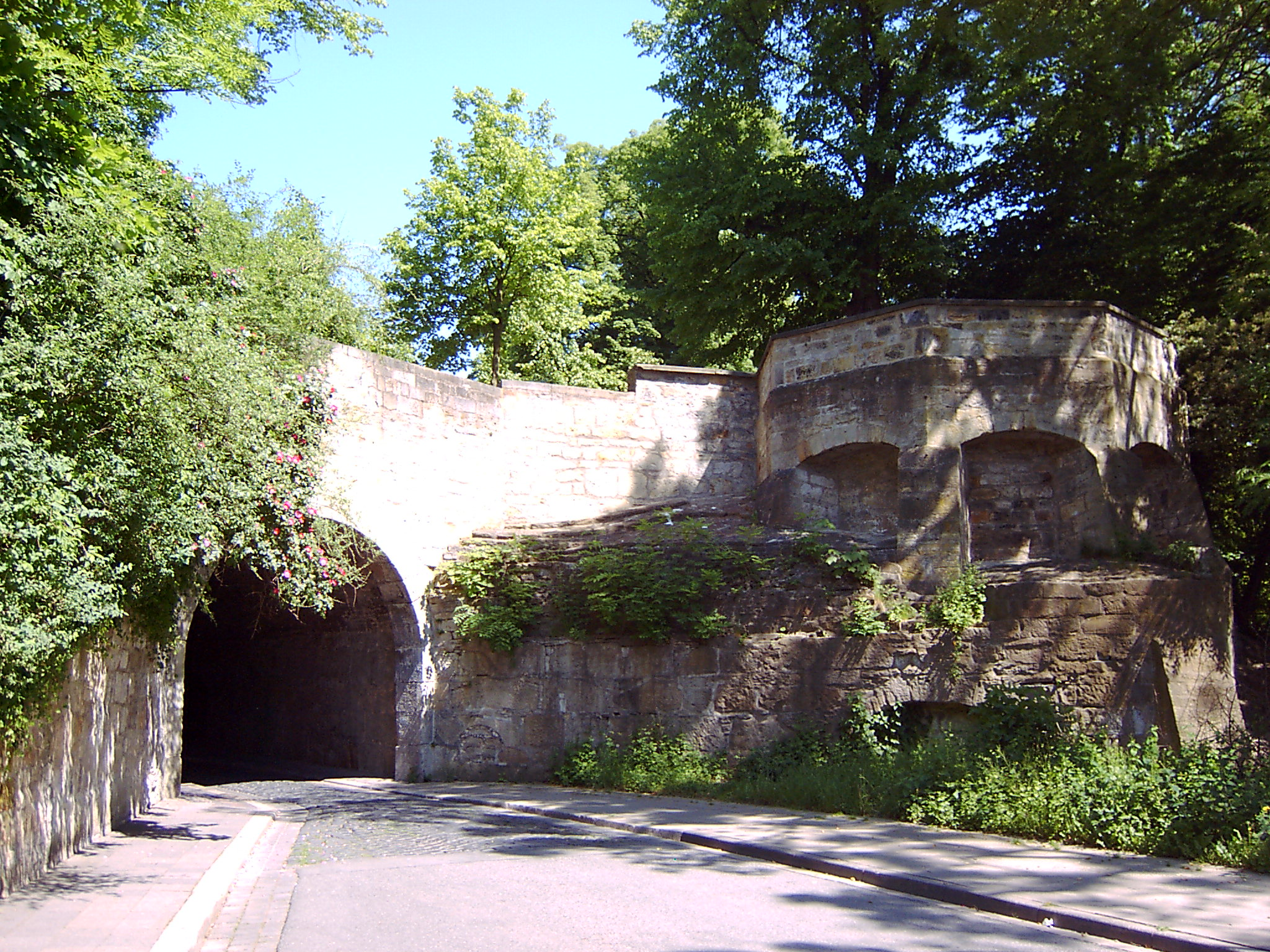
Außenseite des Nadelöhrs mit Bastion, vom Weinberg aus gesehen

Das Neue Tor, im Volksmund auch Nadelöhr genannt, ist neben dem Kehrwiederturm eines der beiden letzten erhaltenen Tore der Stadtbefestigung von Hildesheim. Es durchbricht den Kehrwiederwall unmittelbar südlich der  Lappenberginsel und entstand nach Einbeziehung des Godehardiklosters in die Befestigung ab 1511.
Unmittelbar jenseits des Walles lag der Weinberg, der sich als Straßenbezeichnung erhalten hat. Hier hatte bis zum 11. September 2011 das Klinikum Hildesheim seinen Sitz. Weiter südlich schlossen sich Acker- und Weideflächen in der Gemarkung des Dorfes Hohnsen an.